# Gabrielle de Rochechouart de Mortemart
Gabrielle de Rochechouart, marchesa di Thianges (1633 – Parigi, 12 settembre 1693), è stata una nobildonna francese.
Nota per la sua bellezza ed intelligenza, era la sorella maggiore di Françoise de Rochechouart, Madame de Montespan.

## Biografia
Gabrielle era la figlia maggiore di Gabriel de Rochechouart de Mortemart e di sua moglie Diane de Grandseigne. Entrò a far della Corte nel 1651 durante la Fronda. Fu in origine collocata, dai suoi genitori, nella casa del giovane re, Luigi XIV. In seguito, entrò a far parte della casa del fratello minore del re, Filippo, duc d'Anjou. Gabrielle ed il duc d'Anjou rimasero intimi amici per il resto della loro vita, persino dopo che egli successe nel ducato d'Orléans e diventò conosciuto a corte come il notoriamente stravagante omosessuale Monsieur.
Nel 1655, sposò Claude Leonor Damas de Thianges, Marchese di Thianges. La coppia ebbe quattro figli, tre dei quali si sposarono ed ebbero prole.
Anche se avrebbe potuto essere un'amante di Luigi XIV, non ottenne mai il potere e l'influenza esercitata dalla sorella minore, Madame de Montespan che divenne la maîtresse-en-titre del re nel 1668. Gabrielle era con la sorella durante il tour militare francese in cui Madame de Montespan divenne amante di Luigi XIV. Era anche con la corte quando La Montespan partorì la prima figlia avuta da Luigi XIV, Mademoiselle de Nantes a Tournai nel giugno 1673.
Sua figlia Diana sposò Filippo Giulio Mancini, duc de Nevers e nipote del Cardinale Mazarino, che pur essendo omosessuale le diede diversi figli. Attraverso Diane, infatti, Gabrielle fu la nonna di Francesco Mancini e bisnonna di Luigi Mancini, diplomatico e scrittore francese di spicco. Fu molto legata alla figlia Diana che a sua sorella La Montespan.
Morì nel 1693, a circa 60 anni di età.
È una antenata dell'attuale Principe di Monaco attraverso il Principe Pierre, Duca di Valentinois. Fu anche antenata del marito della favorita di Maria Antonietta, la duchesse de Polignac.

## Figli
1. Claude Henri Philibert Damas, Marchese di Thianges (1663 - 4 gennaio 1708), si sposò due volte: Con Anne Claire de La Chapelle dalla quale non ebbe figli; si risposò con Anne Philippe de Harlay e non ebbe figli;
2. Diane Gabrielle Damas, Duchessa di Nevers (? - 12 January 1715), sposò Filippo Giulio Mancini ed ebbe figli;
3. Louise Elvide Damas Duchessa di Sforza[1] sposò Luigi di Sforza-Conti, Duca di Ognano e di Segni il 30 ottobre 1678, rimase senza figli;
4. Gabrielle Damas (?-c.1693) nubile;